# 11296 Denzen
11296 Denzen è un asteroide della fascia principale. Scoperto nel 1992, presenta un'orbita caratterizzata da un semiasse maggiore pari a 2,4874165 UA e da un'eccentricità di 0,0860951, inclinata di 5,11258° rispetto all'eclittica.
Prende il nome da Aoudou Denzen, pittore giapponese del Periodo Edo.